# Donnell Young
Donnell Young (Donnell Brooks Young; * 25. April 1888 in Hanover, Massachusetts; † 28. Juli 1989 in Hingham, Massachusetts) war ein US-amerikanischer Sprinter.
Bei den Olympischen Spielen 1912 in Stockholm wurde er Sechster über 200 m und wurde über 400 m im Halbfinale disqualifiziert.
Für das Amherst College startend wurde er 1911 IC4A-Meister über 440 Yards.

## Persönliche Bestzeiten
- 200 m: 21,9 s, 10. Juli 1912, Stockholm
- 440 Yards: 48,8 s, 27. Mai 1911, Cambridge (entspricht 48,5 s über 400 m)